# 영주 소수서원 문성공묘
영주 소수서원 문성공묘(榮州 紹修書院 文成公廟)는 대한민국 경상북도 영주시에 있는 조선시대의 사당이다. 2004년 4월 6일 대한민국의 보물 제1402호로 지정되었다.

## 지정 사유
소수서원은 조선 중종 37년(1542) 풍기군수 주세붕(周世鵬)이 이곳 출신의 유학자인 안향(安珦)을 제사하기 위해 숙수사지(宿水寺祉)에 사당을 세워 안향의 영정을 봉안하고 그 다음해에 백운동서원(白雲洞書院)이라 한데서 비롯되었다.
중종 39년(1544) 안축(安軸), 안보(安輔)를 추가하여 배향하였고, 풍기군수로 부임한 퇴계 이황(李滉)의 건의로 명종 5년(1550) '소수서원(紹修書院)'이라는 사액(賜額)을 하사받아 우리나라 최초의 사액서원이 되었다.
그 후 인조 11년(1633) 주세붕을 추가 배향하였으며 조선말 대원군의 서원철폐시에 남은 47개 서원 중의 하나로 지금도 매년 봄과 가을에 향사(享祀)를 지내고 있다.
소수서원 문성공묘·강학당은 조선 중종 37년 (1542) 서원창건 당시에 건립된 조선중기의 건물이며 임진왜란 이전 건물로서의 역사성 및 전통건축적인 가치가 있으므로 국가지정문화재(보물)로 지정되었다.

## 소수서원 문성공묘
소수서원 문성공묘(紹修書院 文成公廟)는 소수서원의 경내에 있는 제향기능의 사당으로 안향을 주향(主享)으로, 문정공(文貞公) 안축(安軸)·문경공(文敬公) 안보(安輔)·문민공(文敏公) 주세붕(周世鵬)의 위패를 함께 봉안하고 있다.
규모는 정면3칸, 측면3칸의 맞배집으로 장대석으로 마무리한 낮은 기단위에 둥글게 다듬은 주좌(柱座)를 놓고 배흘림 두리기둥을 세웠으며, 기둥머리에 주두를 놓고, 첨차를 내어 그 위에 소로가 주심도리의 장혀를 받치고 보 방향으로는 쇠혀(牛舌)를 내고 안쪽으로는 보아지 모양을 하여 퇴간의 보를 받치는 초익공식 구조를 이루고 있다.
가구는 오량으로서 대들보를 전면 고주(高柱)와 후면 평주 위에 걸고, 첨차로 짜인 동자기둥을 놓아 종보를 받치고, 이 위에 판대공을 놓아 종도리를 받치고 있다. 맞배지붕의 양측 박공에는 풍판을 달았다.
건물의 좌측과 뒷편에 장대석으로 축대를 쌓았으며, 사방 돌담을 두르고, 정면에 외단문을 설치하고 우측에 협문을 두었다.
매년 3월, 9월 초정일(初丁日)날 제향을 올리고 있으며, 주세붕이 직접 쓴 제향의식과 절차를 기록한 홀기문서(笏記文書)가 전하고 있다.

## 같이 보기
- 영주 소수서원

## 참고 자료
- 영주 소수서원 문성공묘 - 국가유산청 국가유산포털